# Aspidosiphon parvulus
Aspidosiphon parvulus är en stjärnmaskart som beskrevs av Gerould 1913. Aspidosiphon parvulus ingår i släktet Aspidosiphon och familjen Aspidosiphonidae. Inga underarter finns listade i Catalogue of Life.